# Konrad Agnas

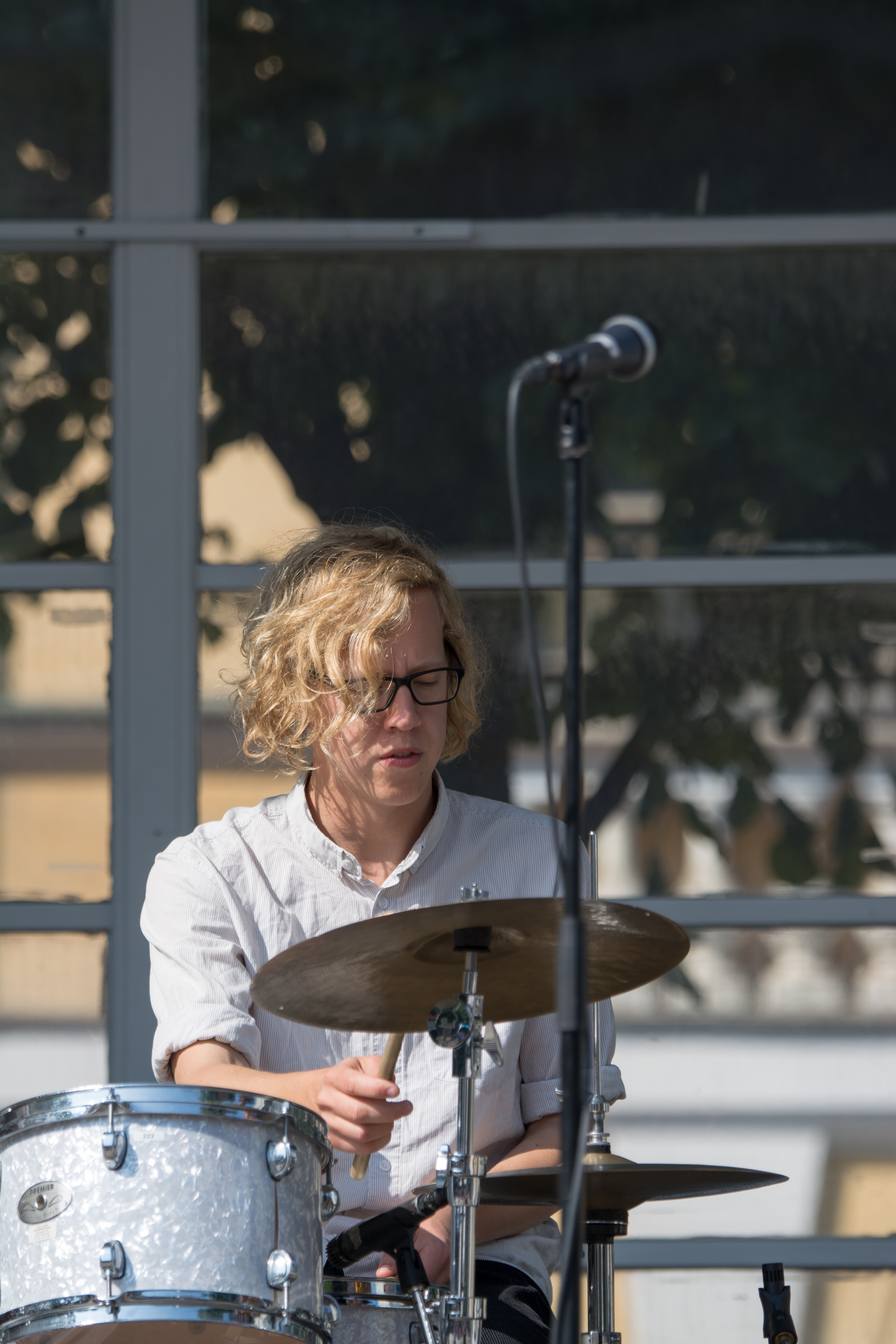
Konrad Agnas (2013)

Konrad Agnas (* 29. Juli 1990) ist ein schwedischer Jazzmusiker (Schlagzeug, Komposition).

## Leben und Wirken
Agnas wuchs in einer Musikerfamilie auf; seine Eltern sind die Gitarristin Sabina Agnas und der Trompeter Urban Agnas; mit seinen jüngeren Brüdern Kasper Agnas, Mauritz Agnas und Max Agnas spielte er in einer Band, die 2007 als Agnas Bros. ihr Debütalbum veröffentlichte, dem bis 2022 weitere Alben folgten.
Mit Per Texas Johansson und Torbjörn Zetterberg spielte Agnas im Trio Oracle (gleichnamiges Album 2019 bei Moserobie). Mit Johan Graden, Johansson und Zetterberg sowie Vilhelm Bromander legte er 2023 das selbstproduzierte Album Rite of Passage vor.
Agnas tourte international mit verschiedenen Formationen von Alberto Pinton, spielte mit ihm mehrere Alben wie Resiliency, Layers oder Allt större Klarhet ein und trat mit ihm 2021 auch bei JazzBaltica auf. Per Texas Johansson beteiligte ihn an seinem Album Den sämsta lösningen av alla. Weiterhin ist er auf Alben mit Angles, Christer Bothén 3, Marta Forsberg, Hederosgruppen, Johan Lindström Septett, Moon Juice, Nils Berg Cinemascope, Norrbotten Big Band, Oya Sextett, Swap Babies und dem Henning Ullén Trio zu hören. Zudem arbeitete er mit Nadah El Shazly, Rebecka Törnqvist und Pat Metheny.